# Bitwa pod Rossbach
Bitwa pod Rossbach – starcie zbrojne, które miało miejsce 5 listopada 1757 w trakcie wojny siedmioletniej (trzeciej wojny śląskiej). Bitwa uważana za jedno z największych dokonań militarnych Fryderyka II Wielkiego, który pokonał połączone armie Świętego Cesarstwa i Francji.

## Wstęp
W tym czasie Austriacy nie stanowili bezpośredniego zagrożenia, zaś Rosjanie byli za daleko, by wyrządzić jakieś poważniejsze szkody, więc Fryderyk II postanowił zająć się armią francusko-cesarską, która stawała się dla niego bezpośrednim zagrożeniem po wkroczeniu do Turyngii. Fryderyk wyruszył z Drezna 31 sierpnia z 25 tys. ludzi. Zmuszenie przeciwnika do bitwy okazało się trudnym zadaniem, ponieważ sojusznicy próbowali wymanewrować armię pruską. W końcu jednak udało się to 5 listopada pod Rossbach. W tym czasie austriackie wydzielone grupy zaatakowały Berlin i prawie wzięły do niewoli pruską rodzinę królewską.

## Prolog
Sojusznicy (ok. 42000 ludzi) posiadali znaczną liczebną przewagę. Książę von Sachsen-Hildburghausen stawiał na bitwę ofensywną mającą doprowadzić do rozbicia przeciwnika, miał jednak trudności z nakłonieniem księcia de Soubise’a (Charles de Rohan) do bitwy. Dlatego też do godz. 11 sojusznicy nie opuścili obozu. Soubise prawdopodobnie miał zamiar nawiązać kontakt bojowy z nieprzyjacielem tak późno, jak to tylko możliwe. Jego plan nakazywał armii pochód przez Zeuchfeld, wokół lewej flanki Fryderyka (która nie była chroniona żadną poważniejszą przeszkodą naturalną) i rozwinięcie do bitwy frontem na północ, między Reichardtswerben (prawa flanka) i Pettstädt (lewa flanka). Propozycja rozegrania bitwy przedstawiona przez Soubise’a i jej bardziej ograniczony cel wydawały się stwarzać szansę sukcesu, polegającego na zajęciu pozycji, która zagrażała odcięciem Fryderyka od miast na linii rzeki Saale. Jednakże sojusznicy mogli osiągnąć tę pozycję tylko poprzez przemarsz wokół pruskiej flanki, co stwarzało możliwość ataku na rozciągniętą, nieprzygotowaną do odparcia uderzenia linię. Sojusznicy wysłali więc znaczne siły do zabezpieczenia przed takim ryzykiem. Pośpieszna zmiana planów przyczyniła się do ich przegranej.
Fryderyk spędził poranek obserwując nieprzyjaciela ze szczytu domu w Rossbach. Początkowe stadium ruchu wojsk francusko-cesarskich wywołało u niego wrażenie, iż sojusznicy rozpoczęli odwrót w kierunku własnych magazynów ma południu, więc w południe udał się na obiad, pozostawiając kapitana von Gaudi na straży. Oficer ten wyrobił sobie odmienne od królewskiego zdanie co do zamiarów sojuszników, których kolumny od czasu do czasu stawały się widoczne. Wydawało mu się, iż obracają się one w kierunku wschodnim - na Zeuchfeld. Podekscytowany Gaudi powiadomił Fryderyka o jego błędzie.

## Bitwa
Pozostawiwszy na wzgórzu Schortau niewielkie oddziały lekkie w celu przeciwstawienia się ewentualnemu atakowi francuskiemu i dla ochrony flanki, pruska armia zwinęła obóz i ruszyła – pół godziny po tym, gdy król wydał rozkaz – by zaatakować wroga. Marsz sprzymierzonej armii francusko-cesarskiej przebiegał według normalnego porządku w dwóch kolumnach: pierwsza linia z lewej, druga z prawej. Jeszcze bardziej na prawo maszerowały rezerwy piechoty, zaś pomiędzy pierwszą a drugą linią posuwała się po drodze rezerwa artylerii. Kawaleria prawego skrzydła była na czele, zaś kawaleria lewego skrzydła posuwała się w ogonie obu kolumn piechoty. Początkowo utrzymywano odpowiednie dystanse między kolumnami, lecz po zwrocie na wschód koło Zeuchfeld powstało pewne zamieszanie, gdy część rezerw piechoty dostała się pomiędzy dwie główne kolumny, czym utrudniła posuwanie się artylerii, zaś jej reszta, znajdująca się na zewnętrznym boku koła, nie była zdolna dotrzymać kroku oddziałom znajdującym się na osi zwrotu. Słaba osłona flanki została umieszczona na kierunku Rossbach. Kiedy zauważyła ona, że Prusacy ruszyli - jak można było sądzić - we wschodnim kierunku, sojuszniczy wodzowie doszli do wniosku, iż zbierają się oni do odwrotu po to, żeby uniknąć wzięcia w kleszcze z tyłu i boku. Skutkiem tego generałowie sprzymierzonych przyspieszyli pochód, posyłając będącą na jego czele kawalerię (prawego skrzydła) w kierunku Reichardtswerben, wezwano też część podążającej w ogonie kawalerii lewego skrzydła, a nawet kawalerię z osłony flanki, aby wzięły one udział w ogólnym pościgu, co okazało się błędnym manewrem.
Ruch Prusaków oznaczał, iż plan ataku na nich przedstawiony przez Soubise’a spalił na panewce, zanim jeszcze zaczął być realizowany. Armia sprzymierzonych zwijała obóz ponad trzy godziny i nie mieściło się im w głowie, że armia Fryderyka mogła tego dokonać w 6 razy krótszym czasie. Wydawało się oczywistym, że Prusacy nie rozwiną się do walki na równinie pod Rossbach i Nahlendorf.

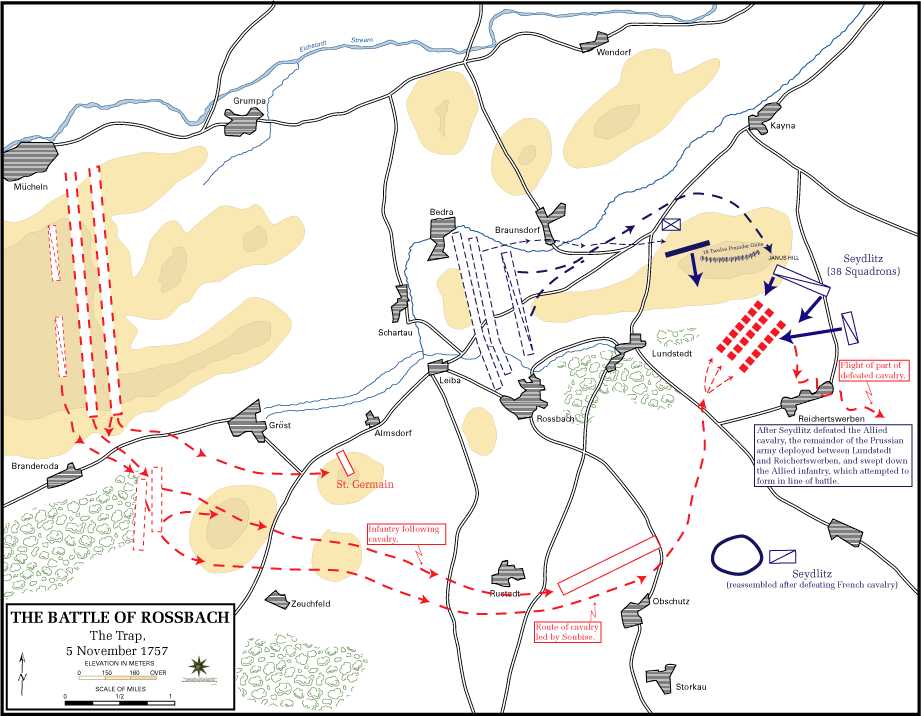
Schemat bitwy

Fryderyk nie miał zamiaru rozwijania swych sił równolegle do linii nieprzyjaciela, ale również nie miał zamiaru wycofywać się. Ponieważ jego armia poruszała się dwukrotnie szybciej niż wróg, zamierzał obejść go, osłaniany przez wzgórza Janus i Pölzen, i spaść na niego nagle od wschodu. Jeżeli do momentu kontaktu armia francusko-cesarska zdążyłaby już uformować linię frontem na północ, uderzenie spadłoby na jej prawą flankę. Jeżeli byłaby wciąż w kolumnach, w marszu na wschód albo północny wschód, czoło jej kolumn zostałoby zniszczone zanim reszta zdołałaby się rozwinąć na nowym kierunku (rozwinięcie szyku w tamtych czasach było skomplikowaną i długotrwałą operacją). W tym celu generał von Seydlitz, z każdym dostępnym szwadronem kawalerii, pośpieszył w kierunku wschodnim, za wzgórze Janus – na Pölzen. Pułkownik von Moller, z osiemnastu ciężkimi działami, przystąpił o 15.15 do akcji na Janus, przeciwko następującym kolumnom sojuszniczej kawalerii. Piechota podążała tak szybko jak tylko było możliwe.

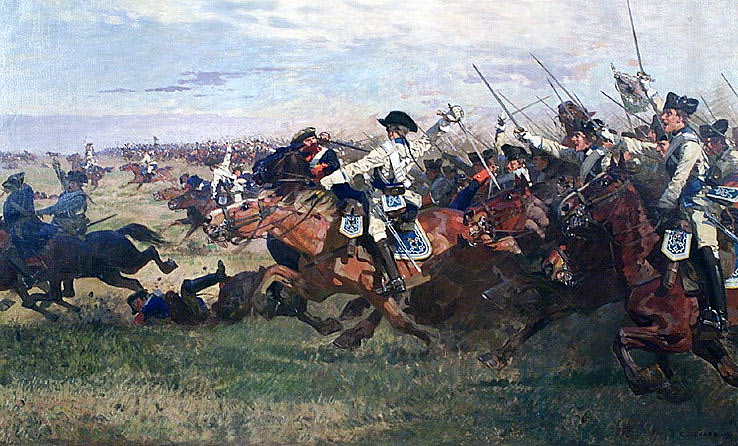
Historyczna szarża pruskiej kawalerii

Kiedy sojusznicze szwadrony znalazły się pod ogniem dział Mollera, znajdowały się na północ od Reichardtswerben, daleko przed własną piechotą. Ucierpiały ono dość mocno, jednak nie wzbudziło to zaniepokojenia, gdyż było w zwyczaju używanie ciężkich dział do osłony odwrotu, więc kawalerzyści byli zadowoleni z siebie, gdyż zmusili przeciwnika do użycia części artylerii. Jednak zaraz potem na zaskoczonych tym razem kawalerzystów runęło trzydzieści osiem szwadronów von Seydlitza, które nagle z niewiarygodną szybkością uderzyły na czoło i bok sojuszniczych kolumn ze wzgórza Pölzen. Von Seydlitz prowadził ostatni, później walczył osobiście wraz z własnymi żołnierzami otrzymując poważną ranę. Szarża szybko przesunęła się na południe, przebiła przez sojuszniczą piechotę, i ostatecznie zatrzymała się w kotlinie koło Tagewerhen, gdzie po krótkim odpoczynku von Seydlitz i jego kawaleria była gotowa do dalszych akcji. Ten pierwszy epizod bitwy trwał tylko pół godziny. Do tego czasu pruska piechota w eszelonach opuściła wzgórze Janus napotykając pomieszaną i przygnębioną piechotę sojuszników. Większa część sojuszniczej kawalerii z czoła była rozbita przez pruską szarżę, a sporo jej zbiegło z pola walki.
Francuzi utworzyli z czołowych oddziałów piechoty jedną lub dwie kolumny, które uderzyły (co osobliwe u Francuzów) na bagnety. Jednak działa Mollera, które podążyły wraz z piechotą, zaczęły wyrywać dziury w zwartej masie, zaś gdy francuskie kolumny znalazły się w zasięgu skutecznego ognia muszkietowego – metodyczny i szybki pruski ogień doprowadził do załamania natarcia.

Generał von Seydlitz prowadzący szarżę swej jazdy

Tymczasem sojusznicy usiłowali nadaremnie uformować linię bojową do walki. Dwie główne kolumny były zbyt ściśnięte w marszu z Pettstädt, część rezerw, która znalazła się między głównymi kolumnami, była zaplątana i usiłowała dołączyć do reszty rezerwowej kolumny daleko do prawo od niej, zaś rezerwy artylerii były bezużyteczne znajdując się w środku piechoty.
Pruska piechota wciąż znajdowała się w eszelonach od lewej, i skrajne lewe bataliony, które odparły francuskie kolumny, szybko otworzyły silny ogień muszkietowy do bezradnych mas. Kule spadające na czoło i lewą kolumnę nieprzyjaciela wprowadzały jeszcze większy chaos. Tymczasem von Seydlitz po chwili odpoczynku rzucił swoje szwadrony na prawą kolumnę wroga. Ten całkowicie nieoczekiwany atak sprawił, iż sojusznicza piechota załamała się i rzuciła do ucieczki. Soubise i książę Hildburghausen, który został ranny, utrzymali jeden albo dwa pułki razem, lecz reszta rozproszyła się w terenie. Bitwa trwała mniej niż półtorej godziny, zaś ostatni epizod z walką piechoty nie dłużej niż piętnaście minut. Tylko siedem pruskich batalionów weszło w kontakt z wrogiem i zdołały one oddać pięć do piętnastu strzałów na żołnierza.

## Następstwa
Generał von Seydlitz i książę Henryk Pruski – dowódcy kawalerii i piechoty, zostali ranni, lecz ogólne straty pruskiej armii wyniosły zaledwie ok. 550 ludzi. Sojusznicy cesarsko-francuscy stracili ok. 10 tysięcy ludzi (wliczając 5 tys. wziętych do niewoli), ponadto 72 działa, 21 sztandarów i tabory. 
Fryderyk miał o tej bitwie powiedzieć: „Wygrałem pod Rossbach mając większość piechoty z karabinem na ramieniu”. Było to pierwsze z trzech zwycięstw w tej wojnie (przed Lutynią i Sarbinowem), które zapewniły mu w świecie sławę i popularność, a wojska pruskie okryły historyczną chwałą.